# Збор народне гарде
Збор народне гарде (ЗНГ) је прва војна организација Хрватске, основана 20. априла 1991. године. Због законских и политичких разлога била је у оквиру Министарства унутрашњих послова Републике Хрватске, али јединицама Збора наређивало је Министарство одбране.

## Задаци
Формални-правни задаци Збора били су заштита државне границе Хрватске, заштита од нарушавања јавног реда и мира, заштита од терористичког и другог насилног деловања односно оружане побуне, заштита аеродрома и ваздушног саобраћаја, заштита обале и мора, пружање помоћи у отклањању последица у случају опште опасности проузроковане елементарним непогодама и другим акцидентима, заштиту одређених особа објеката и простора, и друге обавезе утврђене законом. Такође, њихови припадници су нападали не само Мартићеву милицију, која је такође представљала паравојну формацију, већ су нападали и јединице Југословенске народне Армије, још увек једине легалне оружане силе на подручју СФРЈ.

## Напомена
1. ↑  Од скраћенице је изведен колоквијални назив зенге за припаднике Збора.
2. ↑  Тада је Хрватска још увек била формално и правно у саставу СФРЈ.